# Berlinde Deman
Berlinde Deman (* 6. Juli 1982 in Jette) ist eine belgische Jazzmusikerin (Tuba, Serpent, Euphonium).

## Leben und Wirken
Deman entdeckte mit acht Jahren in einer Ecke des Hauses, in dem sie wohnte, eine Tuba, auf der sie zu spielen begann. Sie besuchte das musische Gymnasium, dann die Musikhochschule, auf der sie ein Instrumentalstudium (Master) in Basstuba, Klavier und Euphonium absolvierte. Beeinflusst wurde sie von Michel Godard ebenso wie von Goran Bregović, Maceo Parker und Marcus Miller.
Deman arbeitete mit der Bassistin Anneleen Boehme und ihrem Grand Picture Palace, mit B.O.X und DezMona und im Duo mit Mirko Banovic; in den letzten Jahren legte sie die Alben Luchtwezen und Stuutjes mit dem Elektroniker Rutger Zuydervelt (Machinefabriek) vor, mit dem sie auch international auftrat. Mit Ab Baars und Joost Buis legte sie das Album Cecil’s Dance (2024) vor.
Deman nutzt  Looper und andere elektronische Effekte auch für Solokonzerte. Zudem gehört sie zu Peter Vermeerschs Bigband Flat Earth Society, mit der sie mehrere Alben aufnahm und 2019 auch bei Jazzahead konzertierte. Weiterhin spielte sie in Formationen wie Va Fan Fahre, Brassafrik, Valse Teefjes und als Theatermusikerin. Dave Douglas holte sie für die Aufnahmen zu seinem Album Secular Psalms.